# Венецианский скудо

Венецианский скудо времён правления дожа Леонардо Донато (1606—1612)

Венецианский скудо, «крестовый скудо» (итал. Scudo della croce) — денежная единица Венецианской республики XVII—XVIII столетий.
Впервые был выпущен во время правления дожа Леонардо Донато (1606—1612). Первые крестовые скудо представляли собой большие серебряные монеты талерового типа весом в 31,83 г при содержании 30,173 г чистого серебра. Названием монета обязана своему виду. Одна сторона содержала изображение цветочного креста. Круговая надпись указывает во время правления какого из дожей отчеканена монета. На обратной стороне расположен щит (лат. scutum) со львом святого Марка.
По номиналу венецианский скудо соответствовал 7 лирам или 140 сольдо (1 лира = 20 сольдо), что непосредственно указано на монете. Также выпускали кратные номиналы в ½, ¼ и 1⁄8 скудо. По мере порчи сольдо к 1665 году реальный рыночный курс скудо повысился до 9 лир 12 сольдо.
Кроме серебряных скудо в республике с середины XVII столетия выпускали их золотые аналоги со схожим изображением. Два золотых скудо получили название «доппия».